# Cantone di Parrita
Il cantone di Parrita è un cantone della Costa Rica facente parte della provincia di Puntarenas.

## Geografia antropica

### Suddivisioni amministrative
Il cantone di Parrita è uno dei due cantoni della Costa Rica a non essere suddiviso in distretti. Pertanto l'amministrazione del cantone assorbe in sé anche le funzioni normalmente attribuite ai distretti.